# Бинюда
Бинюда (также Барранжа) — река в Красноярском крае России. Длина реки составляет 223 км, площадь водосборного бассейна — 2950 км².
Протекает по тундре и горной тундре на территории Таймырского Долгано-Ненецкого района. Вытекает из небольшого озера в западной части гор Бырранга на высоте более 130 м над уровнем моря. В верховьях течёт преимущественно на запад. Затем направление меняется на южное. Впадает в реку Пясину в 264 км от её устья по правому берегу. Высота устья — 2 м над уровнем моря. Ширина реки перед впадением в Пясину — 345 м. В бассейне реки много некрупных озёр.

## Поименованные притоки (км от устья)
- 8 км — река Сюбяда (лв)
- 17 км — река Баруа-Бигай (пр)
- 42 км — река Толбато (лв)
- 62 км — река Дюйчока (лв)
- 78 км — река Баруси-Бигай (пр)
- 97 км — река Ниторока (пр)
- 101 км — река Дюмталей (пр)
- 106 км — река Сорогобигай (лв)
- 118 км — река Латарю (пр)
- 132 км — река Чулыо (лв)
- 156 км — река Хутодань (пр)
- 176 км — ручей Розовый (пр)

## Данные водного реестра
По данным государственного водного реестра России и геоинформационной системы водохозяйственного районирования территории РФ, подготовленной Федеральным агентством водных ресурсов:
- Бассейновый округ — Енисейский
- Речной бассейн — Пясина
- Речной подбассейн — отсутствует
- Водохозяйственный участок — Пясина и другие реки бассейна Карского моря от восточной границы бассейна Енисейского залива до западной границы бассейна реки Каменной
- Код водного объекта — 17020000112116100129896.